# Catasticta vulnerata
Catasticta vulnerata är en fjärilsart som beskrevs av Butler 1897. Catasticta vulnerata ingår i släktet Catasticta och familjen vitfjärilar.
Artens utbredningsområde är Ecuador. Inga underarter finns listade i Catalogue of Life.